# Initiative de l'économie allemande pour l'Afrique du Nord et le Moyen-Orient
L’initiative de l'économie allemande pour l'Afrique du Nord et le Moyen-Orient (la NMI - Nordafrika Mittelost Initiative) vise à établir et à développer les relations commerciales bilatérales entre l'Allemagne et les pays d'Afrique du Nord et du Moyen-Orient (région MENA). Elle a pour but d’agencer les intérêts d’entrepreneurs allemands dans la MENA en coordonnant la communication et les activités des organisations responsables vis-à-vis des décideurs politiques en Allemagne et dans les pays partenaires.  
Il s’agit de mobiliser de nouveaux potentiels dans cette région si stratégiquement importante pour l’Allemagne. Au centre de l’initiative se trouve la coordination et la communication entre les organisations phares et les décideurs politiques en Allemagne comme dans les pays partenaires. De la même façon, l’initiative est aussi un partenaire, qui avec une vaste expertise reste disponible auprès du gouvernement fédéral pour les questions de politique économique et les thématiques du commerce extérieur.  
L'initiative fait partie - parmi par exemple l'APA (Comité Asie-Pacifique de l'économie allemande (de)) et le OA (Comité de l'économie allemande pour l'Europe de l'Est (de)) - de six initiatives régionales au sein du BDI (La Fédération de l'Industrie Allemande). 

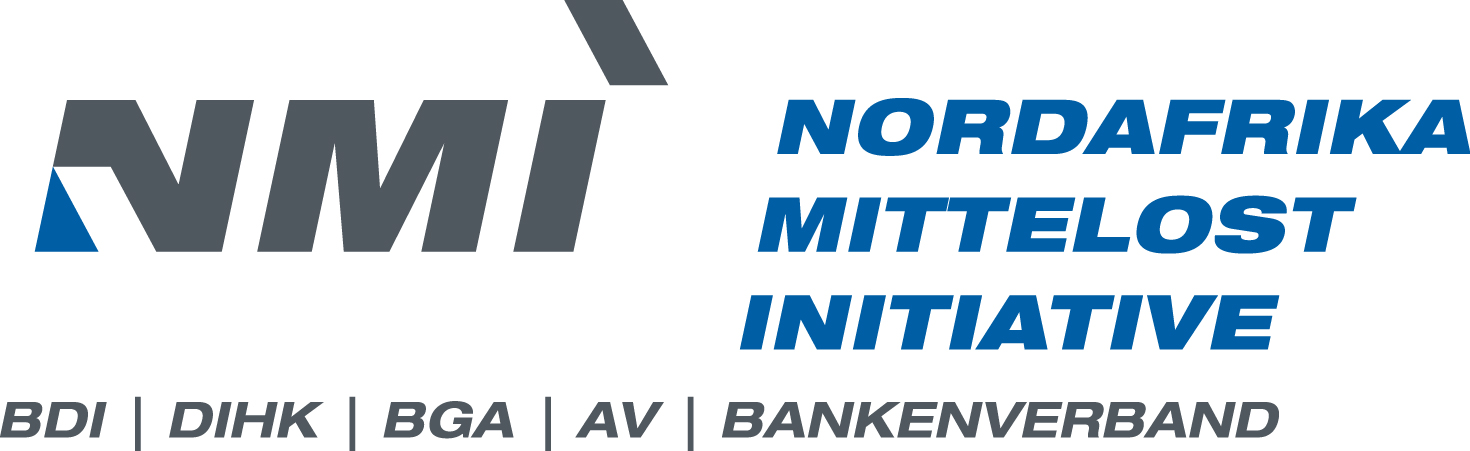
Logo

## Les fédérations porteuses de l'initiative
- Fédération de l'Industrie allemande, BDI
- Association des chambres du commerce et de l'industrie allemandes (de), DIHK
- Association des entreprises germano-africaines (de), AfrikaVerein
- Association fédérale des banques allemandes (de)
- Fédération allemande du commerce de gros et du commerce extérieur (de), BGA

La coordination entre ces différentes fédérations se fait dans le département « marchés internationaux » de la BDI.

## La Présidence de la NMI
Entre 2016 et 2019 la présidence de la NMI a été désignée au Prof. Dr. Siegfried Russwurm, membre du conseil d'administration de Siemens AG à l'époque. M. Russwurm est actuellement Président du BDI. Depuis 2019, la présidence de la NMI est désigné à M. Ralf Wintergerst, le CEO de Giesecke+Devrient. 
Mais afin que l’initiative puisse être plus présente au sein de l’économie allemande et envers les partenaires étrangers, celle-ci dispose d’une vice-présidence des entrepreneurs suivants nommées par chaque fédérations porteuses:
- Philipp Bayat, BAUER COMP Holding GmbH (de)
- Sabine Dall'Omo, Siemens Sub-Sahara Afrika und Vorsitzende Afrika-Verein der deutschen Wirtschaft e.V.
- Detlef Daues, V-LINE GROUP
- Peter F. Mayr, PDG, Terramar GmbH

## Les pays partenaires de l'initiative
Pour la NMI la MENA désigne les pays du Moyen Orient et de l’Afrique du Nord ainsi que le Pakistan et l’Afghanistan. Le champ d’activité de l’initiative comprend ainsi 20 pays :
- Afghanistan
- Algérie
- Arabie saoudite
- Bahreïn
- Égypte
- Émirats arabes unis
- Iran
- Iraq
- Jordanie
- Kuwait
- Liban
- Libye
- Maroc
- Oman
- Pakistan
- Palestine
- Qatar
- Syrie
- Tunisie
- Yémen